# Индепендьенте Ривадавия
Клуб Спорти́во «Индепендье́нте Ривада́вия» (исп. Club Sportivo Independiente Rivadavia) — аргентинский футбольный клуб, представляющий город Мендосу.

## История
Клуб был основан 24 января 1913 года под названием «Клуб Атлетико Индепендьенте» (исп. Club Atlético Independiente), 4 января 1919 года он объединился с другим местным «Клубом Спортиво Ривадавия» (исп. Club Sportivo Rivadavia) и получил своё нынешнее название. В период с 1913 по 1920 год клуб восемь раз становится победителем местной лиги провинции Мендоса, бывшей в то время любительской. Цветами клуба в это время были зелёно-бело-красные вертикальные полоски, которые после объединения двух команд были заменены на тёмно-синий цвет, принятый и по сей день.
С 1925 года «Индепендьенте Ривадавия» принимает гостевые команды на собственном стадионе «Баутиста Гаргантини», ныне вмещающем около 25 тыс. зрителей и расположенном на восточной окраине городского парка генерала Сан-Мартина.
«Индепендьенте Ривадавия» входит в так называемую «большую четвёрку футбола Мендосы», к которой помимо него относятся «Годой Крус», «Химнасия и Эсгрима» и «Сан-Мартин». Наиболее принципиальным соперником для «Индепендьенте Ривадавия» является «Химнасия и Эсгрима», их противостояние известно как «Класико мендосино» (исп. Clásico mendocino). Команды провели, по состоянию на 2014 год, более 230 матчей между собой и незначительное преимущество в победах имеет «Индепендьенте Ривадавия». В рамках главной аргентинской лиги по футболу команды встречались между собой лишь в турнире Насьональ в 1982 году, первая игра закончилась вничью 2:2, а вторая — победой «Индепендьенте» 2:0.
«Индепендьенте Ривадавия» шесть раз играл в Примере, в турнире Насьональ: в 1968, 1973, 1977, 1979, 1980 и 1982 годах. Кроме того он ещё 25 раз становился победителем Лиги провинции Мендоса, после получения той профессионального статуса в 1920-е годы

## Достижения
- Победитель Торнео Архентино A (2): 1998/99, 2006/2007